# Ksenia Pervak
Ksenia Yuryevna Pervak (Russo: Ксения Юрьевна Первак; nascida em 27 de maio de 1991 em Chelyabinsk, União Soviética) é uma tenista profissional russa. Sua melhor colocação foi o 37º lugar no ranking de simples da WTA, em 19 de setembro de 2011. Em duplas, foi a 123ª do mundo em 30 de janeiro de 2012.
A maior conquista de Pervak foi o Australian Open juvenil de 2009, derrotando Laura Robson em sets diretos na final.

## Vida pessoal
Ksenia é filha de Oksana e Yuriy, e atualmente reside em Moscou, Rússia. Sua empunhadura é de esquerda e seu piso preferido é o duro. É treinada por Victor Pavlov.

## Naturalização
Esteve sob as cores do país natal até 2011. Visando participar das Olimpíadas de 2012, mas tendo forte concorrência entre as jogadoras russas por um número limitado de vagas, Ksenia naturalizou-se cazaque. Ela deveria ser convocada e jogar no time da Fed Cup, além de ter ranking compatível, para disputar uma medalha em Londres. Não o fez e não se qualificou. Defendeu a bandeira do Cazaquistão apenas em 2013, acumulando 3 vitórias e 1 derrota.
Voltou a ter nacionalidade russa em agosto de 2013. Poderia ter disputado a final da Fed Cup pelo país tricolor - que perdeu para a Itália por 4 a 0 - quando nenhuma jogadora top 100 se juntou à equipe. Contudo, pelas normas da ITF, ela ficou suspensa por dois anos da competição, graças a defesa-relâmpago de outra nação. Curiosamente, nunca foi convocada pela Rússia antes ou depois da fase cazaque.

## Aposentadoria e retornos
Machucou-se no final de outubro de 2014, abandonando em seu primeiro jogo no WTA 125 de Ningbo. Retornou somente em julho de 2015, no ITF de Astana, no Cazaquistão, onde chegou à final e igualmente abandonou. Disputaria mais dois jogos, no ITF de Vancouver. Sua última vitória foi contra a britânica Laura Robson, também vinda de lesão e derrotada na final do único título de Grand Slam - juvenil - da carreira de Pervak, o Australian Open de 2009. Em 5 de novembro de 2015, anunciou a aposentadoria, mas voltou no ano seguinte, em setembro, no ITF de São Petersburgo. Desde então, vem jogando torneios esporádicos.

## Ligações Externas
- Ksenia Pervak na Associação de Tênis Feminino
- Ksenia Pervak na Federação Internacional de Tênis
- Ksenia Pervak na Copa Billie Jean King